# Renault Alpine GTA
Renault Alpine GTA byl sportovní automobil, který v letech 1986 až 1991 vyráběla francouzská automobilka Alpine vlastněná koncernem Renault. Jeho předchůdcem byl Alpine A310 a nástupcem Alpine A610.

## Popis
Výroba probíhala v Dieppe. Alpine GTA byl prvním automobilem po převzetí firmy Alpine automobilkou Renault. Design vycházel z typu A310 ale byl zmodernizován. Nárazníky byly integrovány do karoserie. Motor byl umístěn vzadu. Kvůli snížení hmotnosti byl v karoserii použit polyester. Odpor vzduchu měl součinitel pouze 0.28 bodu.

## Motory
| Název            | Výkon  | Točivý moment           | Převodovka | Spotřeba při 120 km/h | Max. rychlost | 0–100 km/h |
| ---------------- | ------ | ----------------------- | ---------- | --------------------- | ------------- | ---------- |
| 2,9 V6 GT D500   | 118 kW | 221 Nm při 3500 ot./min | 5°man      | 7,9 l                 | 235 km/h      | 8,0 s      |
| 2,5 V6 Turbo 501 | 147 kW | 285 Nm při 2500 ot./min | 5°man      | 8,1 l                 | 250 km/h      | 7,0 s      |
| 2,5 V6 Turbo 502 | 154 kW | 350 Nm při 2200 ot./min | 5°man      | 10,1 l                | 247 km/h      | 5,7 s      |